# رضح نافذ
رَضْحٌ نافِذ أو جُرْحٌ نافِذ هي إصابةٌ تحدث عندما يخترق جسم ما الجلد ويدخل لأنسجته مما يؤدي إلى حدوث جرح مفتوح. في حالة الرضوح الكليلة أو الرضوح غير المخترقة، قد يكون هناك تأثير أيضاً، ولكن ليس بالضرورة أن يكون الجلد مقطّعاً. قد يظل الكائن المخترق في الأنسجة، حتى يخرج بذات الطريقة التي دخل بها، أو قد يمر عبر الأنسجة ويخرج من منطقة أخرى. تسمى الإصابة التي يدخل بها الجسم المخترق إلى الجسم ويشق طريقه داخله بنجاح باسم الرضح الثاقب، في حين يعني الرضح النافذ أن الجسم لا يمر بنجاح. يرتبط الرضح الثاقب بجرح للدخول وجرح للخروج يكون في الغالب أكبر من جرح الدخول.
يمكن أن يحدث الرضح النافذ بسبب جسم غريب أو شظايا من عظم مكسور. عادة ما تحدث في جرائم العنف أو القتال المسلح، تحصل الرضوح النافذة عادةً بسبب الطلقات النارية والطعنات. قد تكون الرضح النافذة خطيرة لأنها قد تؤدي لتلف الأعضاء الداخلية وتعرض الجسم لخطر حدوث الصدمة والعدوى. تختلف شدة الإصابة بحسب أجزاء الجسم المعنية وخصائص الجسم المخترِق وكمية الطاقة المنقولة  للأنسجة. قد يشمل التقييم: الأشعة السينية أو الأشعة المقطعية، وقد يشمل العلاج عملية جراحية لإصلاح الهياكل التالفة أو لإزالة الأجسام الغريبة أو غيرها. عند حدوث الرضح النافذ، يسبب تقييد حركة العمود الفقري نتائجاً أسوأ وبالتالي لا ينبغي القيام به بشكل روتيني مع هذا النوع من الرضوح.

## الآلية

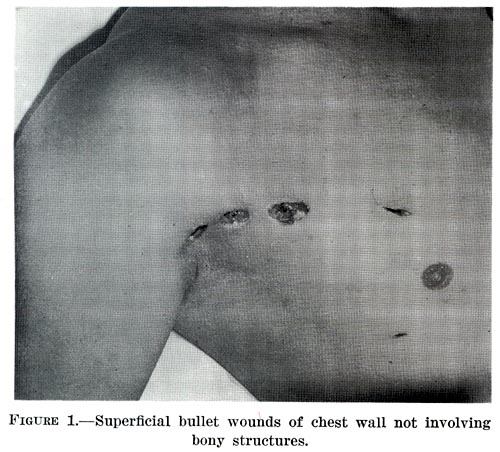
إصابة بعيار ناري

عندما تمر الشظية عبر الأنسجة، فإنها تتباطأ، وتبدد وتنقل الطاقة الحركية إلى الأنسجة. هذا ما يسبب الإصابة. تعد سرعة الجسم المقذوف عاملاً أكثر أهمية من كتلته في تحديد مقدار الضرر الحادث؛ تزداد الطاقة الحركية مع مربع السرعة. بالإضافة إلى الإصابة المباشرة الناتجة عن دخول جسم غريب إلى الجسم، وقد ترتبط الرضوح النافذة بإصابات ثانوية، كالإصابات المسببة بالانفجارات. يمكن تقدير مسار الجسم المقذوف عن طريق تخيل خط وهمي من جرح الدخول يصل إلى جرح الخروج، ولكن قد يختلف المسار الفعلي بسبب الارتداد أو الاختلافات في كثافة الأنسجة. يحدث تغير اللون وتورم الجلد بعد الرضح في الإصابات التي تقطع الدورة الدموية نتيجة لحدوث تمزق في الأوعية الدموية وتدفق الدم والسوائل وغيرها للأنسجة الخارجية.

### التجويف

#### التجويف الدائم
يتم عادةً دفع العناصر منخفضة السرعة، مثل السكاكين والسيوف، بيد الشخص، وعادةً ما تتسبب تلفاً فقط في المنطقة التي يتم فيها الاتصال المباشر لها مع الجسم. تشكل المساحة التي خلفتها الأنسجة التي دُمّرت بواسطة الأجسام المخترقة أثناء مرورها تجويفاً؛ يسمى هذا التجويف بالتجويف الدائم.

#### التجويف المؤقت
عادة ما تكون الأجسام عالية السرعة عبارة عن مقذوفات مثل الرصاص المطلق من بنادق عالية الطاقة، مثل البنادق الهجومية أو القناصات. يشتمل الرصاص المصنف كمقذوفات متوسطة السرعة على الرصاص الخاص بالبنادق، والمسدسات والمدافع الرشاشة.
بالإضافة إلى التلف الذي تسببه في الأنسجة التي تلامسها، تتسبب المقذوفات متوسطة وعالية السرعة في حدوث تجويف ثانوي: بما أن الجسم المقذوف يدخل الجسم، فإنه يخلق موجة ضغط تدفع الأنسجة للخارج مما قد يؤدي إلى حدوث تجويف أكبر من الكائن المقذوف نفسه!؛ وهذا ما يسمى التجويف المؤقت.
التجويف المؤقت هو التمدد الشعاعي للأنسجة حول مسار الجرح بالرصاصة، والذي يترك فراغاً لحظياً ناجماً عن الضغوط العالية المحيطة بالقذيفة والتي تبعد المواد عن طريقها بسرعة كبيرة.
تساعد خصائص النسيج المصاب أيضاً في تحديد شدة الإصابة؛ على سبيل المثال: كلما زادت كثافة الأنسجة، زادت كمية الطاقة المنقولة إليها. يمتص الجلد والعضلات والأمعاء الطاقة بالتالي يكونوا مقاومين لتطور التجويف المؤقت، في حين أن الأعضاء مثل الكبد والطحال والكليتين والدماغ والتي لديها قوة شد منخفضة نسبياً، من المحتمل أن تنفصل أو تتحطم بسبب التجويف المؤقت. تمتص الأنسجة المرنة القابلة للانضغاط مثل العضلات والأمعاء والجلد والأوعية الدموية الطاقة بشكل جيد وتقاوم تمدد الأنسجة؛ كما يمكن أن يتحلل الكبد في حال نقل طاقة كافية له.
قد يكون التجويف المؤقت ضاراً بشكل خاص عندما يؤثر على الأنسجة الرقيقة مثل الدماغ كما يحدث في رضوح الرأس النافذة.

## الموقع

### الرأس
على الرغم من أن الرضوح النافذة للرأس لا تمثل سوى نسبة مئوية صغيرة من جميع إصابات الدماغ الرضحية (TBI)، إلا أنها ترتبط بارتفاع معدل الوفيات، فقط ثلث الأشخاص الذين يصابون إصابة نافذة للرأس يبقون على قيد الحياة لفترة كافية للوصول إلى المستشفى. الإصابات الناجمة عن الأسلحة النارية هي السبب الرئيسي للوفيات المرتبطة برضوح الدماغ النافذة. يمكن أن يؤدي الرضح النافذ للرأس إلى حدوث كدمات دماغية وجروح خطيرة وورم دموي داخل الجمجمة بالإضافة للناسور الشرياني الوريدي.
يختلف التشخيص لاختراق إصابات الرأس بشكل كبير. يمكن أن يشكل اختراق صدمات الوجه خطراً على مجرى التنفس حيث يمكن أن يسبب انسداداً لمجرى الهواء في وقت لاحق بسبب الوذمة أو النزف. يمكن أن يسبب الرضح النافذ للعين تمزقاً لمقلة العين أو تسرباً للخلط الزجاجي منها، مما قد يشكل تهديداً خطيراً للبصر.

### الصدر
معظم الرضوح النافذة هي جروح في الصدر ولها معدل وفيات أقل من 10 ٪.يمكن أن يؤدي الرضح النافذ في الصدر إلى إصابة الأعضاء الحيوية مثل القلب والرئتين ويمكن أن تتداخل مع التنفس والدورة الدموية. تشمل إصابات الرئة التي يمكن أن تنتج عن الرضح النافذة: التمزق الرئوي (قطع أو تمزق) وكدمة رئوية (وذمة) والصدر المدمّى (تراكم الدم في تجويف الصدر خارج الرئة) واسترواح الصدر (تراكم الهواء في تجويف الصدر) واسترواح الصدر المدمّى (تراكم كل من الدم والهواء). الذي قد ينتج عن مص جروح الصدر واسترواح الصدر.
يمكن أن تسبب الرضوح النافذة أيضاً إصابات في القلب والدورة الدموية. عندما يتم ثقب القلب، قد يحدث نزف غزير في تجويف الصدر إذا تم ثقب الغشاء المحيط به (التامور)، أو قد تسبب السطام التاموري إذا لم يتم تعطيل التامور. وهي حالة شبيهة بانصباب الجنب ولكن في القلب وهو أخطر بكثير حيث يهرب الدم من القلب ولكنه يبقى محصوراً داخل التامور، لذلك يتراكم الضغط بين التامور والقلب ويتداخل مع ضخه. كسور الأضلاع تسبب عادة رضوحا نافذة في الصدر عندما تخترق العظام الحادة الأنسجة.

### البطن
عادة ما تنشأ الرضوح النافذة في البطن عن الطعن أو حوادث إطلاق النار أو حوادث المصانع. يمكن أن تكون رضوح البطن هذه مهددة للحياة لأن أعضاء البطن، وخاصة تلك الموجودة في المسافة خلف الصفاق (البريتوان) يمكن أن تنزف بغزارة، ويمكن أن تحتوي هذه المساحة على كمية كبيرة من الدم. في حال إصابة البنكرياس، قد يتعرض لمزيد من الرضح بسبب إفرازاته بعملية تسمى الهضم التلقائي. إصابات الكبد تعتبر شائعة بسبب حجم وموقع العضو وقد تكون مسببة بشكل كبير لحدوث الصدمة لأن أنسجة الكبد حساسة ولديها سعة كبيرة من الدم. تأخذ الأمعاء جزءاً كبيراً من المنطقة أسفل البطن، وتكون معرضة أيضاً لخطر الانثقاب.
تظهر علامات صدمة نقص حجم الدم (عدم كفاية الدم في الجهاز الدوري) والتهاب الصفاق (الغشاء الذي يربط تجويف البطن) على الأشخاص المصابين برضوح نافذة في البطن. النفوذ قد يلغي أو يقلل من أصوات الأمعاء بسبب النزيف أو العدوى والتهيج، والإصابات في الشرايين قد تسبب لغط (صوت مميز يشبه نفحات القلب) وتكون مسموعة. عند قرع البطن يخرج صوت رنين قوي (يشير إلى وجود الهواء في تجويف البطن) أو أصميّة (تشير إلى تراكم الدم).[2] قد يكون البطن منتفخاً أو طرياً، وهي علامات إن وجدت تشير إلى الحاجة الملحة لإجراء عملية جراحية. كان بضع البطن هو الإجراء المعياري لتدبير الرضوح النافذة في البطن لسنوات عديدة.بعد ذلك أدى الفهم الحديث لآليات الإصابة والنتائج الناتجة عن الجراحة وتحسين أساليب التصوير والأشعة التداخلية إلى اعتماد استراتيجيات جراحية أكثر محافظة.

## التقييم والعلاج
قد يكون التقييم صعباً لأن الكثير من الأضرار غالباً ما تكون داخلية وغير مرئية. يتم فحص المريض بدقة ويمكن استخدام الأشعة السينية والمسح المقطعي المحوسب لتحديد نوع وموقع الإصابات التي قد تكون مميتة. في بعض الأحيان قبل إجراء الأشعة السينية على شخص يعاني من رضح نافذ ناتجة عن قذيفة، يتم تسجيل معلومات جروح الدخول والخروج على قطعة ورقية لإظهار مواقعها على الفيلم. يعطى المريض السوائل وريدياً لتحل مكان الدم المفقود. في حال الحاجة لإجراء عملية جراحية؛ يتم تثبيت الأشياء غير الثابتة في مكانها بحيث لا تتحرك وتتسبب بالمزيد من الإصابات، ويتم إزالتها في غرفة العمليات. قد تتم إزالة الأجسام الغريبة مثل الرصاص، لكنها قد تُترك في مكانها أيضاً في حال كانت الجراحة اللازمة لإخراجها ستسبب أضراراً أكبر من تلك التي ستحدث في حال تركها. يتم تنضير الجروح لإزالة الأنسجة التي لا يمكنها البقاء وغيرها من المواد التي تشكل خطر العدوى. علاج الجرح بالضغط السلبي ليس أكثر فعالية في الوقاية من العدوى بالمقارنة مع الرعاية القياسية عند استخدامه على الجروح الرضحية المفتوحة.

## التاريخ
قبل القرن السابع عشر، صب ممارسو الطب الزيت الساخن على الجروح من أجل كيّ الأوعية الدموية التالفة، لكن الجراح الفرنسي أمبرواز باري طعن في استخدام هذه الطريقة في عام 1545. كان باري أول من اقترح السيطرة على النزف باستخدام الضماد.
خلال الحرب الأهلية الأمريكية، تم استخدام الكلوروفورم أثناء الجراحة لتخفيف الألم والسماح بمزيد من الوقت للقيام بالعمليات. ويرجع ذلك جزئياً إلى عدم وجود تقنيات التعقيم في المستشفيات آنذاك، حيث كانت العدوى هي السبب الرئيسي لوفاة الجرحى من الجنود. في الحرب العالمية الأولى، بدأ الأطباء استبدال السائل المفقود بالمحاليل الملحية (السيروم). ثم مع الحرب العالمية الثانية جاءت فكرة بنوك الدم، حيث تتوفر كميات من الدم المتبرع به لتحل محل السوائل المفقودة. بدأ استخدام المضادات الحيوية أيضاً في الحرب العالمية الثانية.